# Charro Days
Charro Days, también conocido como Charro Days Fiesta o Charro Days Festival, es un Festival de cuatro días pre-cuaresmal que tiene lugar en Brownsville, Texas, Estados Unidos, en colaboración con Matamoros, Tamaulipas, México. El  grito, un alegre grito mexicano-abre las fiestas de cada año. Este festival es una celebración de la herencia compartida entre las dos ciudades fronterizas de Brownsville, Texas y Matamoros, Tamaulipas. Las festividades de Charro Days suelen tener alrededor de 50.000 asistentes cada año. Este festival es similar a la Sombrero Festival, la versión de los Matamoros Charro Days.

## Historia
El festival fue organizado por primera vez y se celebra de 1937 por el Brownsville Chamber of Commerce para reconocer la cultura mexicana y honrar la charreria. Además, se menciona en el diario página web que el festival de Charro Days también se creó para unir a la gente durante los efectos de la Gran Depresión. Aunque no está probado, se rumorea que los primeros "no oficiales" Charro Days se realizó en la primera mitad de la 1800, cuando la gente de la ciudad de Brownsville, Texas y Matamoros, Tamaulipas, al otro lado de la Rio Grande en México, se reunieron para celebrar un festival cultural de cooperación para honrar a las dos naciones.
El festival de cuatro días tiene desfiles diarios, puestos de comida y música, gente bailando en la calle, regatas, fuegos artificiales, corridas de toros, y un rodeo en Brownsville y su ciudad hermana de Matamoros. Los hombres, en su mayor parte, llevar trajes tradicionales mexicanos, ya sea, en charro traje o un vaquero de un tiempo las mujeres usan la colorida Huipil disfraz.